# Karābād
Karābād (persiska: كر آباد, كَرّ آباد, گَر آباد) är en ort i Iran.   Den ligger i provinsen Kurdistan, i den nordvästra delen av landet, 500 km väster om huvudstaden Teheran. Karābād ligger 1 234 meter över havet och antalet invånare är 665.
Terrängen runt Karābād är bergig västerut, men österut är den kuperad. Karābād ligger nere i en dal. Runt Karābād är det ganska tätbefolkat, med 60 invånare per kvadratkilometer. Närmaste större samhälle är Sarvābād, 7,6 km nordväst om Karābād. Trakten runt Karābād består till största delen av jordbruksmark.